# In the Garden of Venus
 (février 2011).
Si vous disposez d'ouvrages ou d'articles de référence ou si vous connaissez des sites web de qualité traitant du thème abordé ici, merci de compléter l'article en donnant les références utiles à sa vérifiabilité et en les liant à la section « Notes et références ».
Albums de Modern Talking
Romantic Warriors
(1987) Back for Good
(1998)
Singles
In the Garden of Venus est le sixième album du groupe allemand Modern Talking sorti le 30 novembre 1987. Cet album a rencontré un succès moins important que les précédents dû à une absence totale de promotion de la part du groupe. En effet, Dieter Bohlen et Thomas Anders, en désaccord total, se séparent peu de temps après la sortie de In the Garden of Venus.[réf. nécessaire]
Dieter Bohlen va se consacrer à son nouveau groupe, Blue System, tandis que Thomas Anders va entamer une carrière en solo.
Ils se réuniront en 1998 avec Back for Good.

## Titres
1. In 100 Years (L.O.V.E.) - 3:57
2. Don't Let It Get You Down - 3:40
3. Who Will Save the World - 3:45
4. A Telegram to your Heart - 2:50
5. It's Christmas - 3:52
6. Don't Lose My Number - 3:10
7. Slow Motion - 3:40
8. Locomotion Tango - 3:49
9. Good Girls Go To Heaven - Bad Girls Go Everywhere - 3:37
10. In 100 Years (Reprise) - 1:27